# Dan Deacon
Dan Deacon (West Babylon, 28 agosto 1981) è un musicista, compositore e performer assurdista statunitense di elettronica.
Proveniente dalla scena musicale di Long Island (in cui era cantante e frontman della band Channel 59), ha frequentato il Purchase College a Purchase, New York, dove ha suonato la chitarra nella band di improvvisazione grindcore Rated R e si è laureato in composizione elettroacustica e computerizzata. È stato allievo del compositore e conduttore d'orchestra Joel Thome. Risiede a Wham City a Baltimora, Maryland.
Lo stile compositivo di Dan Deacon è meglio classificato come genere "Future shock", insieme a band come Video Hippos, Santa Dads, Blood Baby, Ecstatic Sunshine, Ponytail e altre band dell'area musicale di Baltimora.

## Discografia
- Green Cobra Is Awesome vs. the Sun (EP singolo) (2003)
- Goose on the Loose (2003)
- Silly Hat vs. Egale Hat (2003)
- Meetle Mice (2003)
- Live Recordings 2003 (2004)
- Twacky Cats (2004)
- Porky Pig (Standard Oil Records New Music Series) (2004)
- Acorn Master (2006)
- Spiderman of the Rings (2007)
- Bromst (2009)
- America (2012)
- Mystic Familiar(2020)